# Quaker City Four
The Quaker City Four was een Amerikaanse kwartet actief in het begin van de twintigste eeuw en zijn vooral gekend van hun uitvoering van het nummer Sweet Adeline dat als referentie van de Barbershopstijl wordt omschreven.

## Leden
- Harry Ernest (zanger)